# Shaiyb al-Banat
Shaiyb al-Banat o Jabal Sha'ib al-Banat o Gebel Shayeb El-Banat è una montagna dell'Egitto alta 2.187 m. Si trova nel deserto orientale a circa 40 km dalla costa del Mar Rosso, a metà strada fra Hurghada e Safaga.
Il complesso di Shaiyb al-Banat è formato da quattro grandi montagne: 
- Gebel Abu Dukhan (1.705 m),
- Gebel Qattar (o Gattar, 1.963 m),
- Gebel Shayeb El-Banat (2.187 m),
- Gebel Umm Anab (1.782 m).

Il Gebel Shaiyb al-Banat è la vetta più alta delle Colline del Mar Rosso, ed anche la più alta della parte africana dell'Egitto. Le fonti d'acqua nella zona sono principalmente dovute alle precipitazioni e alle acque del sottosuolo.
La zona del Shaiyb al-Banat è abitata dalla tribù Ma'aza, conosciuta come Bani Attia, composta da circa 1.000 individui che vivono in un'area di circa 90.000 km². Sono nomadi che praticano l'allevamento di pecore, capre e dromedari.